# Montegrappa (azienda)
Montegrappa è un'azienda italiana di strumenti da scrittura e accessori di lusso con denominazione ufficiale Elmo & Montegrappa S.p.A. e marchio Montegrappa ITALIA.

## Storia
La fabbrica fu fondata dagli austriaci Edwige Hoffman e Heinrich Helm in Bassano del Grappa nel 1912 per produrre pennini di penne stilografiche con materiali pregiati: oro e argento inclusi; la denominazione era Manifattura Pennini Oro per Stilografiche - The Elmo Pen. Nel 1922 la manifattura si trasferì nella sede che è restata sino i giorni attuali mentre gli uffici amministrativi sono in via Cà Erizzo dalla fondazione dell'azienda.
Nel 1925 Alessandro Marzotto e Domenico Manea comprarono l'azienda dandole il nome attuale nel 1951, poi la vendettero alla famiglia Aquila negli anni cinquanta. Dopo diversi anni la produzione si sviluppò contemplando vari oggetti di supporto alle penne e qualche tipo di orologio da polso. Negli anni più recenti orologi e altri accessori, come gemelli da polso e portafogli in pelle nonché profumi, sono diventati prodotti importanti per l'espansione commerciale di quest'azienda, oltre le tradizionali penne per scrivere. L'imprenditore napoletano Gianfranco Aquila nel 2000 vendette la società al Gruppo Richemont per ricomprarla nel 2009. La stessa società è proprietaria dell'azienda Tibaldi; l'amministratore delegato è Giuseppe Aquila.
La società finanzia, per pubblicità, eventi sportivi importanti come The Open Championship di golf. Periodicamente prodotti esclusivi e di lusso vengono venduti in pochi esemplari nel negozio Harrods di Londra: nel 2003 il modello peace pen tempestato da diamanti costava 1100000 $.

## Ambasciatori
Tra gli ambasciatori pubblicitari di questo marchio figurano molte celebrità come Paulo Coelho, Quincy Jones e Sylvester Stallone, che ha fatto promozione per vari prodotti avendo comprato una quota societaria così come Jean Alesi.